# کاخک
کاخْک شهری از توابع بخش کاخک شهرستان گناباد خراسان رضوی است. این شهر در سال ۱۳۹۵ ،۴٬۶۲۵ جمعیت داشته‌است.
این شهر زیارتگاه امامزاده سلطان محمد عابد در دامنه تپه مشرف به این شهر همچنین مزار علمدار در پانصد متری امامزاده قرار دارد.
این شهر دارای یک آبشار زیبا است و به آن جلوه‌ای بسیار زیبا می‌دهد و شهری ییلاقی و خوش آب و هوا است و کشاورزی و دامپروری نیز در این شهر رونق دارد. محصولات آن شامل زعفران، گردو، بادام، زردآلو و سایر محصولات باغی است. این شهر باغها و دشت‌های سرسبز زیادی دارد. از چهره‌های سرشناس کاخک می‌توان رضا عطاران بازیگر و کارگردان مشهور سینما،  قاسم دانشور جراح و متخصص قفسه سینه و عضو انجمن جراحان اروپا و حمید احمدیان استاد سرشناس دانشگاه علم و صنعت ایران و از چهره‌های ورزشی نازنین فاطمه عیدیان صاحب مدال طلای آسیا در تاریخ دو و میدانی ایران را نام برد.

کاخک پایتخت اشکانیان
سال ۱۳۸۶ کتابی تحت عنوان کاخک پایتخت اشکانیان، به قلم سید محمد حسینی، از انتشارات نی نگار به چاپ رسید، که در آن به نشانه های مورخ نگاری در دوره اشکانیان و می پردازد، از گذشته شهر کاخک به دلیل خاصیت جغرافیایی منحصر به فرد کوهپایه ای، یکی از سکونتگاه های ییلاقی اشکانیان بوده است.

## وجه تسمیه
عده‌ای معتقدند که چون کاخک دارای درختان فراوان بوده‌است به آن «کاخَک» گفته‌اند و بر اثر کثرت استعمال تلفظ به شکل امروزی درآمده‌است که فتحه به سکون تبدیل شده‌است.
لکن این اعتقاد نیز وجود دارد یکی از پادشاهان ایران باستان در منطقه ییلاقی که امروز کاخک نامیده می‌شود کاخ باشکوهی بنا کرده که آن را «کاخ کی» نامیده‌اند.
در کاخک (کاخک در گذشته کاخ بوده که با ورود اعراب حرف کاف جر به آن افزوده شده‌است. کاخ به معنای خانه‌های روی هم برافراشته و پلکانی می‌باشد و حرف کاف به معنای مثل و مانند است. کاخک یعنی خانه‌های برافراشته روی هم و بهم پیوسته مثل یک کاخ) دو آسیاب آبی وجود داشته که متعلق به دوره قاجاریه است و تا ۴۰ سال پیش نیز کاربری داشته‌اند. این دو آسیاب در بین ساکنان محلی کاخک به آسیاب بالا و پایین معروف بوده‌اند. در گذشته آسیاب‌های بسیاری در گناباد وجود داشته که به مرور تخریب شده‌اند. همچون سه آسیاب قصبه که آنها را آسیاب بالا، پایین و میانه می‌نامیده‌اند و همچنین آسیاب گزافشوی شوراب، آسیاب‌های سرآسیاب سنو و…

## جمعیت
بر پایه سرشماری عمومی نفوس و مسکن در سال ۱۳۹۵ جمعیت این شهر ۴٬۶۲۵ نفر (در ۱٬۵۴۹ خانوار) بوده‌است.

## رگ های حیات #کاخک و روستاهای اطراف
از گذشته های دور به فرایند حفر #قنات چاه خوئی که از "چاه خونی"می آید  گفته شده است چرا که کسانی که وارد این پروسه خطرناک و سخت می شدند جانشان پای خودشان بوده است و دستمزد آنهارا قبل از کار به آنها می دادند و آن را در پیراهنشان بیرون چاه قرار می دادند که اگر بازنگشتند کمک حال خانواده باشد .
بارها اتفاق افتاده است که به دلیل "بندِش"  یا همان ریزش تونل قنات و تلاش برای باز کردن آن ، آب انباشته شده پشت آن ناگهان و با فشار زیاد ،کارگران را به داخل تونل کشیده و جسد قطعه قطعه شده مقنی ها از مظهر قنات خارج می شده است .
جالب اینکه برای حفر مسیر مستقیم  در زیر زمین پارچه سیاهی را در ابتدای تونل قنات قرار می دادند که سوراخی وسط آن قرار داشته است و چراغی پشت پارچه سیاه  روشن می کردند  و نور روزنه  هر جا می افتاده است حفر می کردند و جلو می رفتند   !
به دلیل نبود هوا در قنوات دارای عمق زیاد ،هیچ چراغی به دلیل نبود اکسیژن روشن نمی مانده است ! ایرانیان "چراغ #کاربید" را اختراع کردند و سنگ کارپیت را داخل ظرفی فلزی  سر بسته کروی شکل همراه با  آب قرار می دادند و گاز خارج شده از آن بدون نیاز به اکسیژن محیط را روشن می کرد  !
```
چاه های عمیق بالای 150 متر امکان بالا کشیدن دَلو خاک نبود به همین دلیل علاوه بر چرخ دهانه چاه ،در بدنه چاه فرورفتگی ایجاد و چرخی نصب می شد !وسه یا چهار چرخ آن را  د رکمر چاه دست به دست می کردند تا به بالای چاه می رسید !
حفاران قنات دارای ریه بسیار قوی بوده و اکسیژن در برخی مادر چاه های عمیق از طریق لوله های گلی در بدنه به داخل پمپ می شده است !
```

و اینگونه #نیاکان ما زیبا ترین و ماندگارترین  سیستم آبیاری جهان را که تطابق شگفت انگیزی با طبیعت یعنی مقدار ریزش های جوی داشته احداث کردند و به یادگار گذاشتند .
🖋محمد رضا #شمسی شهریور 1403
== #بازی_های_سنتی_کاخک  ==
بازی اَلَک دُو لَک!
یکی از بازی هایی که در بین پسران جوان و نوجوان #کاخک متداول بود و هیجان زیادی داشت الک دولک بود . برای این بازی دو چوب لازم بود یکی به طول 70 یا 80 سانتی متر (الک )و دیگری بین 15 تا 20 سانتی متر(دولک ) که ضخامت آن حدود سه یا چهار سانت بود . 
برای شروع در یک محوطه بزرگ و باز دو گروه زوج تشکیل و پس از انتخاب گروه اغاز کننده ، الک روی دو آجر یا یک چاله قرا می گرفت و با الک باید دولک به بالا پرتاب و با ضربه به دورترین محل ممکن پرتاب شود .
تیم مقابل باید آن را در هوا می گرفتند اگر نه باید دولک را به سمت دایره الک پرتاب می کردن و باید داخل دایره قرار می گرفت .و اگر نه بازیکن دولک را باید با الک بلند و دوباره به دورترین محل پرتاب کند و...
فاصله  با دولک از محل پرتاب محاسبه می شد و هیجان بسیار بالایی ایجاد می کرد .
این بازی تقویت مهارت در نشانه‌گیری و بالا رفتن دقت و تمرکز و هماهنگی بین چشم و دست، بالارفتن سرعت عمل، ایجاد نظم گروهی، تقویت نیروی همکاری بین اعضای گروه و تقویت اعتماد به نفس را ایجاد می کرد .
محمد رضا #شمسی
بازی یه قُل دُو قُل!
یکی از بازی های جالبی که دربین دختران جوان و نوجوان #کاخکی طرفدار داشت بازی یه قُل دُو قُل بودکه نیاز به امکاناتی هم نداشت و تنها پنج سنگ ریزه گرد فضای با نشاطی را ایجاد می کرد . 
به گونه ای که پنج سنگ از هم جدا باشند آن ها را روی زمین پخش می کردند .بازیکنی که بازی را شروع میکند یکی از سنگ ها را برداشته و به بالا می اندازد سپس در فاصله زمانی که سنگ پرتاب شده پایین می آید اقدام به برداشتن یکی از سنگ های روی زمین می کند و دوباره با همان دستش سنگی که بالا انداخته شده است و در حال سقوط به پایین است را می گیرد و به همین منوال تمام سنگ ها را بر میدارد.و در مراحل بعدی تعداد سنگ های که باید برداشته شود بیشتر می شود...
و مراحل بعدی ...
این بازی چابکی و تیزهوشی و هماهنگی بین دست و چشم را تقویت می کرد . 
بماند که حین بازی هم این امکان وجود داشت که کلیه تحلیل ها و اخبار #کاخک به صورت دقیق واکاوی شود .
گسل #کاخک 
```
شهر کاخک در امتداد گسیختگی دشت و کوه های مرتفع 2850 متری سیاه کوه قرار گرفته است .همانطور که درنقشه زمین شناسی منطقه مشاهده می کنید وامتداد گسل کاخک به رنگ آبی مشخص شده است .این گسل از کبوتر کوه به سمت کلات امتداد دارد و انحراف مسیر رودها و بُرش مخروط افکنه ها در امتداد ، "کلات "،"خانیک" ، "دیسفان " ،"تگ زو "، "مرقش" ،"کلاته ملا" ،"کلاته شمس "، "کلاته نو" کاملا مشخص است . 
```

متاسفانه گسترش فیزیکی شهر کاخک دقیقا بر امتداد گسل منطبق است !و تقریبا تمام روستاهای پایکوهی منطقه روی خط گسل هستند . 
فعالیت گسل دشت بیاض در جنوب شرق این منطقه می تواند باعث تحریک گسل کاخک شود . گسل کاخک متاسفانه دوره بازگشت طولانی 56 ساله ای  را از سال 1347  طی میکند  !و این احتمال بروز زلزله بسیار شدید را بیشتر می کند . 
این حجم از خطر ، نظارت دقیقی بر ساخت و ساز ، آموزش عمومی و ایجاد پایگاه های مدیریت بحران به صورت علمی و استاندارد در شهر #کاخک و روستاهای مجاور را می طلبد .     

خُمره یا کندوله !
از مخازن قدیمی سیلو سازی غلات در #کاخک بوده است .این مخازن سفالی محلی برای نگهداری غلات و حبوبات بود و در ضمن امکان نفوذ موجودات موزی به آن وجود نداشت .این خمره ها  دارای سوراخی از پایین بوده است که با باز کردن آن مقدار مورد نیاز از غلات برداشت می شده  و سپس مجددا بسته می شده است.
جالبه بسیاری از این خمره ها در داخل انباری ساخته می شده و امکان خارج کردن آن الان از انباری های قدیمی وجود ندارد بعضی از این خمره ها 1متر قطر و تا دو متر ارتفاع داشتند .
خاطرم هست درب برخی از آنها اینقدر بزرگ بود که بچه ها رو برای تمیز کردن داخل آن می فرستادند !
گندم به دلیل اینکه قوت غالب مردم منطقه بوده انبار و حفظ و نگهداری بهداشتی  آن دارای اهمیت بالایی بوده است 

## شورای شهر کاخک
شورای شهر به منظور پیشبرد سریع برنامه‌ها از طریق همکاری مردم و نظارت بر امور شهر تشکیل شده‌است. شورای شهر کاخک متشکل از ۵ عضو است که برای یک دورهٔ چهار ساله از طریق انتخابات برگزیده می‌شوند. همچنین نظارت بر عملکرد شهرداری و انتخاب شهردار، تصویب بودجهٔ سالانهٔ شهرداری از دیگر وظایف شورای شهر است. از سال ۱۳۷۸ تاکنون (۱۴۰۰) شش دوره انتخابات شهر و روستا برگزار شده‌است:

### دوره ششم ۱۴۰۰–۱۴۰۴[۵]
- حمید مقیمیان ۱۴۰۹ رأی
- رضا مقیمی ۸۶۵ رأی
- محمد نجاریان کاخکی ۷۲۱ رأی
- محمدرضا جعفری ۵۷۹ رأی
- محمد وفایی کاخکی با ۴۸۵ رأی